# Мазо (Виченца)
Мазо је насеље у Италији у округу Виченца, региону Венето.
Према процени из 2011. у насељу је живело 215 становника. Насеље се налази на надморској висини од 369 м.